# 伊斯兰主义
伊斯兰主义（阿拉伯语：‎）是指一种主张伊斯兰不仅仅是宗教信仰，而且是一套政治体制的意识形态。
客观地描述，伊斯兰主义是一股综合了宗教和“反现代化”并带有愤怒情节的思潮，它透过把现存的诸多意识形态的要素整合起来，而迅速兴起。伊斯兰主义脱胎于13世纪发端的赛莱菲耶（Salafiyya）运动，或称之为伊斯兰原教旨主义。随着1979年的伊朗革命和阿富汗战争，伊斯兰主义得到迅猛发展。
伊斯兰主义呼吁现代的穆斯林去他们的宗教信仰中寻根，并且在政治上统一思想。伊斯兰主义一词实际上因定义不同而存在争议。

## 伊斯兰主义的内容与兴起

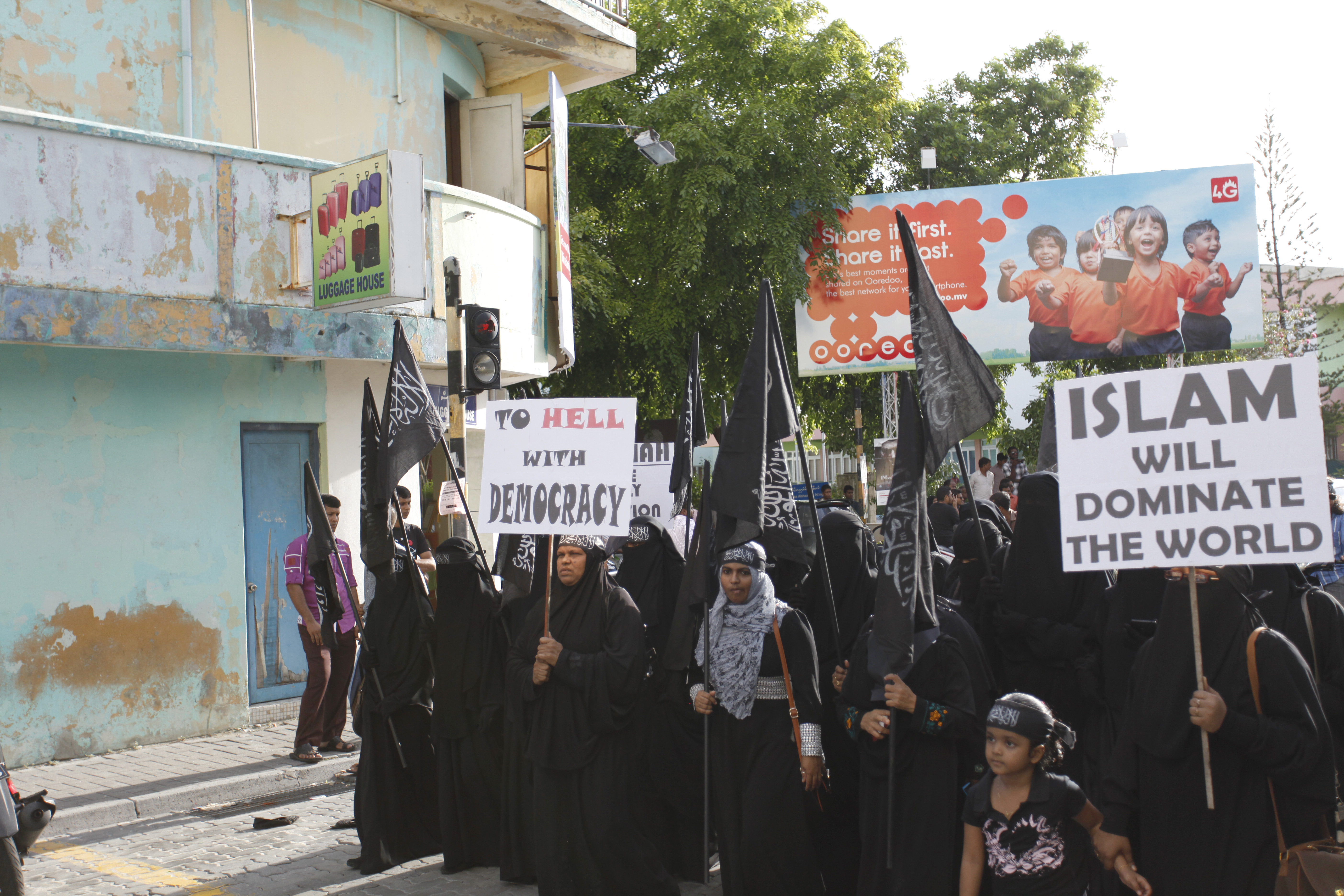
2014年在马尔代夫举行的一次游行，呼吁伊斯兰教法

领导性的伊斯兰主义思想家强调沙里亚法规对穆斯林的重要性，泛伊斯兰主义政治统一的重要性，消除非穆斯林（尤其是西方世界）对伊斯兰世界在军事、经济、政治、社会或者文化上的影响性，他们认为两者不可调和。
伊斯兰主义者认为，以美国为首的西方，腐蚀了伊斯兰道德和文化，将伊斯兰地区变得经济至上（石油贸易），并窃取了伊斯兰圣地（耶路撒冷）。这种情况的起因部分可以追溯到基督徒和穆斯林之间长达千年的敌意，也部分归因于伊斯兰世界在现代化进程中的挫折。伊斯兰主义的兴起，与快速增长的人口、庞大的失业人群有关，也是对穆斯林国家内部腐败和乱政现象的回应。
伊斯兰主义与民族主义类似，但是在穆斯林国家，政治往往与宗教纠缠在一起。清真寺体系与政府体系是合而为一的。伊斯兰先知穆罕默德将伊斯兰世界定义成为一个统一的社会（Umma），并把它作为国家进行崇拜。因此，本•拉登和他的追随者们对巴勒斯坦或伊拉克各自的民族主义并不感兴趣，除非能使这些民族主义成为他们建立穆斯林帝国的工具。
伊斯兰主义者试图清除美国的影响，摧毁以色列，接管所有穆斯林国家政权，直至整个世界泛伊斯兰化。到那时，将会出现一个纯洁的伊斯兰世界，共享那些目前高度集中在少数腐败统治者手中的财富。伴随着狂热与不妥协，伊斯兰主义又与恐怖主义紧紧结合在一起。少数穆斯林国家——比如巴基斯坦和沙特阿拉伯等——对伊斯兰主义者感到恐惧，并试图控制他们。

## 缺陷
美国政治学者迈克尔·G·罗斯金认为伊斯兰主义存在着一些缺陷：
1. 伊斯兰世界被分离成逊尼派和什叶派两个分支。逊尼派是伊斯兰的主要流派，占全球穆斯林總數的近九成，十分轻视和怀疑统治着伊朗、伊拉克部分地区、沙特阿拉伯、黎巴嫩等地的什叶派。
2. 伊斯兰主义未对经济问题提出任何主张，在民生方面束手无策，难以提供足够的食物，2001年与美军发生冲突的阿富汗塔利班政权就是一个例证。
3. 最重要的，许多穆斯林仍对伊斯兰主义持否定态度，穆斯林极端份子对穆斯林任意地惩罚与屠杀，使得许多穆斯林开始对抗它。

## 关于伊斯兰主义含义的争议
某些观察者认为伊斯兰主义信条并不严格，可以被定义为一种认同政治，即“支持（穆斯林）的身份、可信度、增大区域主义、布道和社区的改善”。
许多被称为伊斯兰主义者的人反对这个词语的使用，并声明他们的政治信仰和目标仅仅是对伊斯兰信仰的一种表现。同样的，一些学家支持用词语“伊斯兰积极分子”（activist Islam）或者“政治伊斯兰”（political Islam）来代替。然而，“政治伊斯兰”的说法也并不被广泛接受，穆斯林世界一些世俗独裁者也使用过伊斯兰教象征意义来维护统治，同时积极镇压伊斯兰运动。

## 代表人物
现代具有代表性的伊斯兰主义者包括賈邁勒丁·阿富汗尼、赛义德·库特卜、哈桑·班纳、阿布·阿拉·毛杜迪、塔基丁·纳卜哈尼、大阿亚图拉霍梅尼、雷杰普·塔伊普·埃尔多安、艾哈迈德·沙拉以及哈迪阿旺等等。

### 引用
1. 1 2 3 4 5  Political Science 第12版，Michael G. Roskin 著，PEARSON 出版，ISBN 9780205075942。
2. ↑  Qutbism: An Ideology of Islamic-Fascism （页面存档备份，存于） by DALE C. EIKMEIER From Parameters, Spring 2007, pp. 85-98.
3. ↑  Fuller, Graham E., The Future of Political Islam, Palgrave MacMillan, (2003), p.21
4. ↑  "Understanding Islamism", International Crisis Group,  (PDF).   [2015-03-25]. （原始内容 (PDF)存档于2013-03-07）.
5. ↑  Islamic republic （页面存档备份，存于） by Bernard Lewis
6. ↑  .   [2011-08-06]. （原始内容存档于2015-12-13）.
7. ↑  . The Guardian. 2016-05-05  [2016-05-27]. （原始内容存档于2016-06-02）. Recep Tayyip Erdoğan, the authoritarian, neo-Islamist president
8. ↑  . Washington Times. 2016-05-15. Turkey’s Islamist President Recip Erdogan
9. ↑  艾哈迈德·毛拉纳. . Al Jazeera.   [2025-03-23] （中文（简体））.